# Большие Кокузы
Больши́е Коку́зы (тат. Зур Күккүз) — село в Апастовском районе Республики Татарстан, в составе Большекокузского сельского поселения.

## История
В «Списке населенных мест по сведениям 1859 года», изданном в 1866 году, населённый пункт упомянут как казённая деревня Большие Кокузы 2-го стана Тетюшского уезда Казанской губернии. Располагалась при речке Сухой Улеме, по правую сторону торгового тракта из Тетюш в Свияжск, в 35 верстах от уездного города Тетюши и в 37 верстах от становой квартиры во владельческом селе Знаменское (Чипчаги). В деревне в 110 дворах жили 600 человек (288 мужчин и 312 женщин). Была мечеть.

## Население
| 1782 | 1859 | 1897 | 1908 | 1920 | 1926 | 1938 | 1949 | 1958 | 1970 | 1979 | 1989 | 2002 | 2010 | 2015 |
| ---- | ---- | ---- | ---- | ---- | ---- | ---- | ---- | ---- | ---- | ---- | ---- | ---- | ---- | ---- |
| 124  | 600  | 1180 | 1390 | 1377 | 1111 | 825  | 613  | 556  | 525  | 495  | 322  | 336  | 320  | 319  |

Национальный состав села — татары.

## Экономика
Жители работают в сельскохозяйственном предприятии «Свияга».

## Инфраструктура
В селе действуют детский сад, дом культуры, фельдшерско-акушерский пункт, библиотека.